# Les Alqueries
|  | Aquest article tracta sobre el municipi de les Alqueries. Vegeu-ne altres significats a «Alqueria». |

Les Alqueries (castellà: Alquerías del Niño Perdido, oficialment les Alqueries/Alquerías del Niño Perdido) també conegut com a les Alqueries de la Plana, és un municipi del País Valencià situat a la comarca de la Plana Baixa. Té 4.464 habitants (INE 2020).

## Geografia
El municipi es troba a la part més plana de la comarca de la Plana Baixa i rodejada de camps de tarongers, per la qual cosa el paisatge de les Alqueries és totalment pla i amb presència de nombroses alqueries i cases de camp. La mar es troba a menys de tres quilòmetres i es pot observar des dels terrats de les cases. Cap a l'interior dominen el paisatge els cims de la serra d'Espadà i del Penyagolosa. Al nord del terme hi passa el riu Sec de Betxí que no porta aigua gran part de l'any a excepció dels períodes plujosos.
En la vila hi abunden les cases d'estil modernista, com la Casa Safont, seu actual de l'Ajuntament, o l'hotel Torre la Mina, amb un conjunt arquitectònic restaurat de principis del segle xx. Des de la seua segregació de Vila-real el 1985, les Alqueries ha viscut una important expansió urbanística i una notable millora de les seues infraestructures viàries i dotacionals.

### Municipis limítrofs
El terme municipal limita amb les localitats de Vila-real, Borriana i Nules.

### Accessos
S'accedix a les Alqueries des de Castelló de la Plana o València per la N-340 o l'AP-7. Té també accés ferroviari a través de la línia de rodalia de RENFE València-Castelló.

### Clima
El clima és típicament mediterrani, amb una mitjana pluviomètrica d'uns 450 litres/m2 anuals, repartits de forma molt irregular i amb màxims de precipitació durant el mes d'octubre i períodes de sequera llargs, especialment d'estiu. Les temperatures són altes i bascoses d'estiu, amb màximes durant els dies de vent de ponent, quan la temperatura supera fàcilment els 35 graus. L'hivern és fresc amb gelades ocasionals que periòdicament fan malbé la taronja. Ben coneguda és la gelada d'origen siberià de 1984, quan els termòmetres de la localitat baixaren fins als -10 Cº, amb la pèrdua total de les collites de fruita i verdura de tota la comarca.

## Història
Les Alqueries (tradicionalment les Alqueries del Riu Sec) té el seu origen en les alqueries musulmanes de Bellaguarda, Bonastre i Bonretorn. Amb l'arribada del rei Jaume I d'Aragó i la fundació del Regne de València aquelles alqueries musulmanes varen passar a integrar una part del llavors nou terme municipal de Vila-real.
El nom en castellà de la localitat (Alquerías del Niño Perdido) ve de la imatge de la Mare de Déu del Niño Perdido que els monjos de Caudiel (localitat de parla castellanoaragonesa de l'Alt Palància) varen deixar en l'oratori del Bon Retorn el 1683. Este lloc de pregària va forjar durant segles la identitat unificada d'esta població, ja que exercia de punt d'unió dels habitants dels diversos masos o alqueries de la zona.
El nom castellà del municipi no ha sigut mai traduït al valencià i en els documents redactats en valencià a la localitat el nom de la verge s'escriu sempre en castellà, com també en els llençols que els veïns pengen en els períodes festius i on es pot llegir Mare de Déu del Niño Perdido, Protegiu-nos.
Tot i l'origen antic del nucli poblacional, anterior a la fundació de Vila-real, les Alqueries va romandre dins el terme d'aquella localitat fins al 25 de juny de 1985, quan un decret de la Generalitat Valenciana creà el nou municipi després d'una lluita llarga per la segregació que els alqueriers havien començat l'any 1929 i que el Tribunal Suprem reconegué per primera vegada el 1984.
Vint-i-dos anys després de la segregació la transformació de les Alqueries ha sigut molt important; s'han millorat les comunicacions amb noves rondes, rotondes i carrers, s'han obert grans zones verdes i des de l'any 2000 la vila viu un període d'expansió urbanística important que en pocs anys farà augmentar-hi el nombre d'habitants amb nous veïns originaris dels pobles del voltant, especialment de Vila-real i Borriana.

## Economia
La seua economia es basa en l'agricultura, amb predomini del cultiu del taronger. La indústria principal és la dedicada a la manipulació i transformació de cítrics.

## Demografia
| 1990  | 1992  | 1994  | 1996  | 1998  | 2000  | 2002  | 2004  | 2005  | 2006  | 2007  | 2009  | 2010  | 2011  | 2012  |
| ----- | ----- | ----- | ----- | ----- | ----- | ----- | ----- | ----- | ----- | ----- | ----- | ----- | ----- | ----- |
| 3.656 | 3.612 | 3.566 | 3.508 | 3.531 | 3.543 | 3.628 | 3.746 | 3.805 | 3.866 | 3.983 | 4.284 | 4.353 | 4.433 | 4.509 |

## Política i govern

### Composició de la Corporació Municipal
El Ple de l'Ajuntament està format per 11 regidors. En les eleccions municipals de 26 de maig de 2019 foren elegits 5 regidors del Partit Socialista del País Valencià (PSPV-PSOE), 3 del Partit Popular (PP), 2 de Ciutadans - Partit de la Ciutadania (Cs) i 1 de Compromís per les Alqueries (Compromís).
| Eleccions municipals de 26 de maig de 2019 - les Alqueries |                                          |                                     |                                     |        |          |          |
| Candidatura | Candidatura                              | Candidatura                         | Cap de llista                       | Vots   | Vots     | Regidors |
| | Partit Socialista del País Valencià-PSOE |                                     | Esther Lara Fonfría                 | 995    | 39,90%   | 5 (+1)   |
| | Partit Popular                           |                                     | Antonio Gil Monsonís                | 578    | 23,18%   | 3 ()     |
| | Ciutadans - Partit de la Ciutadania      |                                     | Francisco José Vicent Melchor       | 550    | 22,05%   | 2 ()     |
| | Compromís per les Alqueries              |                                     | Betlem Albero Peris                 | 337    | 13,51%   | 1 (-1)   |
| | Vots en blanc                            |                                     |                                     | 34     | 1,36%    |          |
| Total vots vàlids i regidors | Total vots vàlids i regidors             | Total vots vàlids i regidors        | Total vots vàlids i regidors        | 2.494  | 100 %    | 11       |
| | Vots nuls                                | Vots nuls                           | Vots nuls                           | 25     | 0,99%    |          |
| Participació (vots vàlids més nuls) | Participació (vots vàlids més nuls)      | Participació (vots vàlids més nuls) | Participació (vots vàlids més nuls) | 2.519  | 74,33%** |          |
| Abstenció | Abstenció                                | Abstenció                           | Abstenció                           | 870*   | 25,67%** |          |
| Total cens electoral | Total cens electoral                     | Total cens electoral                | Total cens electoral                | 3.389* | 100 %**  |          |
| Alcaldessa: Esther Lara Fonfría (PSPV) (15/06/2019) Per ser la llista més votada, després de no haver obtingut majoria absoluta dels regidors (5 vots de PSPV) |                                          |                                     |                                     |        |          |          |
| Fonts: JEC, JEZ Castelló, M. Interior, Periòdic Ara. (* No són vots sinó electors. ** Percentatge respecte del cens electoral.)                                |                                          |                                     |                                     |        |          |          |

### Alcaldes
Des de 2015 l'alcaldessa de les Alqueries és Esther Lara Fonfría del Partit Socialista del País Valencià (PSPV-PSOE).
| Període                       | Alcalde o alcaldessa                             | Partit polític | Data de possessió     | Observacions |
| ----------------------------- | ------------------------------------------------ | -------------- | --------------------- | ------------ |
| 1987–1991                     | Miguel Montés Miró                               | CDS            | 30/06/1987            | --           |
| 1991–1995                     | Miguel Montés Miró                               | CDS            | 15/06/1991            | --           |
| 1995–1999                     | Miguel Montés Miró                               | PP             | 17/06/1995            | --           |
| 1999–2003                     | Miguel Montés Miró Juan Vicente Safont Ballester | PP             | 03/07/1999 21/11/2002 | Defunció --  |
| 2003–2007                     | Consuelo Sanz Molés                              | PSPV-PSOE      | 14/06/2003            | --           |
| 2007–2011                     | Consuelo Sanz Molés                              | PSPV-PSOE      | 16/06/2007            | --           |
| 2011–2015                     | Consuelo Sanz Molés                              | PSPV-PSOE      | 11/06/2011            | --           |
| 2015–2019                     | Esther Lara Fonfria                              | PSPV-PSOE      | 13/06/2015            | --           |
| 2019-2023                     | Esther Lara Fonfria                              | PSPV-PSOE      | 15/06/2019            | --           |
| Des de 2023                   | n/d                                              | n/d            | 17/06/2023            | --           |
| Fonts: Generalitat Valenciana |                                                  |                |                       |              |

## Monuments

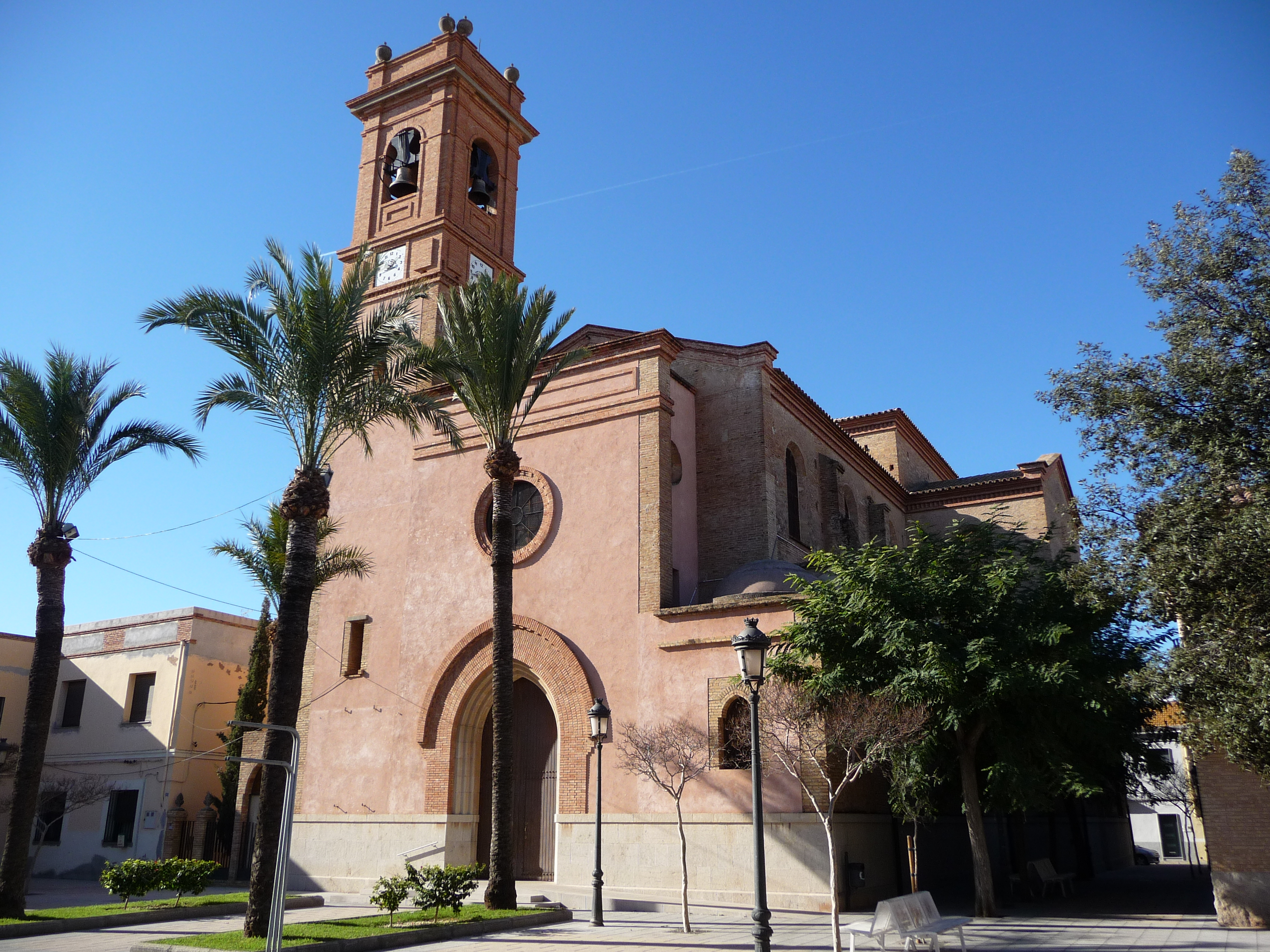
Església de la Mare de Déu del Niño Perdido

- Monòlit. Símbol de la segregació del poble en 1985.
- Església de la Mare de Déu del Niño Perdido. La seua construcció data de 1952 a 1954. Els homes del poble quan acabaven el seu treball anaven a ajudar cadascú en la faena que sabia fer i gràcies a la col·laboració dels veïns acompanyant a amosem Juan Miralles.
- Ajuntament. Edifici d'interés arquitectònic.
- Casalot del Replà. Edifici d'interés arquitectònic.
- Plaça de les Pedres.
- Plaça Major.
- Edifici "La Palmera". L'antiga escola del poble edificada en 1933 durant la II República espanyola. Actualment rehabilitada com a Casal Jove.

## Festes
- Festa de Sant Antoni. Se celebra al gener.
- Festa de la Segregació. Se celebra al juny. Es commemora el reconeixement d'Alqueries com a municipi. Tenen lloc exhibicions, esports de competició, festa de focs artificials "córrer la traca", i competició de coloms missatgers.
- Festa de Sant Jaume. Se celebra al juliol.
- Festes Patronals. En honor de la Mare de Déu del Niño Perdido se celebra a l'octubre amb ofrena de flors, missa, processó i celebracions populars. També tenen lloc diferents festes de bous: "Bous per la Vila" i "Bous embolats".
- Festa de la Puríssima. Se celebra el 8 de desembre. Missa i processó anomenada "dels Farolets".